# تیک ایت ایزی هاسپیتال
تِیک ایت ایزی هاسپیتال (به انگلیسی: Take It Easy Hospital) یک دوئت ساکن لندن از ایران بود؛ که توسط اشکان کوشانژاد (خواننده و تهیه‌کننده) با نام مستعار «اش کوشا» و نگار شقاقی (خواننده و ترانه‌سرا) در تهران تشکیل شد.
اولین آهنگ دمو آنها با نام Human Jungle در ژوئیه ۲۰۰۸ به عنوان یک تک آهنگ از ئی پی بعدی "Human Jungle" ضبط شد که منجر به ضبط تک آهنگ‌های "My Sleepy Fall" و "Chasing The Sun" شد.
این دو هنرمند در سال ۲۰۰۹ در فیلم مستند داستانی کسی از گربه‌های ایرانی خبر نداره ساخته بهمن قبادی، کارگردان ایرانی بازی کردند. این فیلم که بدون مجوز ساخته شده‌است داستان آنها را دنبال می‌کند که بعد از آزادی از زندان، برای جمع کردن یک گروه جدیدِ موسیقی، به قلب تهران می‌زنند و سفری زیرزمینی را آغاز می‌کنند تا تک تک افراد گروهشان را از میان گروه‌های مخفی زیرزمینی پیدا کنند. آن‌ها می‌خواهند از ایران بروند تا خودشان را به جشنواره‌های در برلین و پاریس برسانند. به دلیل موفقیت فیلم و آشفتگی‌های پس از انتخابات در تابستان ۱۳۸۸ در ایران، کوشا نژاد، شقاقی و قبادی مجبور به درخواست پناهندگی شدند و از آن زمان نتوانسته‌اند به وطن خود بازگردند.

## ترانه‌شناسی

### "کسی از گربه‌های ایرانی خبر نداره (موسیقی متن اصلی)" (۲۰۱۰)
چهار تا از آهنگ‌های این دوئت در موسیقی متن فیلم هیچ‌کس دربارهٔ گربه‌های ایرانی نمی‌داند به‌کار رفته‌است که در سال ۲۰۱۰ در سراسر جهان منتشر شد.
- «جنگل بشری»
- «سناریوها و ستارگان»
- «من و تو»
- «پاییز خواب آلود من»
- "Human Jungle" EP (2008) (آلبوم دیجیتال)

## فیلم‌شناسی
- کسی از گربه‌های ایرانی خبر نداره (۲۰۰۹)